# Volkswagen Polo
Volkswagen Polo je automobil njemačke marke Volkswagen i proizvodi se već od 1975. godine.

## Prva generacija (A01)
Prva generacija, model A01, se proizvodio od 1975. – 1981. godine. Facelifting je bio 1979. godine.

### Motori
- 0.8 L, 25 kW (34 KS)
- 0.9 L, 29 kW (40 KS)
- 1.1 L, 37 kW (50 KS)
- 1.1 L, 44 kW (60 KS)
- 1.3 L, 44 kW (60 KS)

## Druga generacija (A02)
Druga generacija, model A02, se proizvodio od 1981. – 1994. godine. Facelifting je bio 1990. godine.

### Motori
- 1.0 L, 29 kW (40 KS)
- 1.0 L, 33 kW (45 KS)
- 1.1 L, 37 kW (50 KS)
- 1.3 L, 40 kW (54 KS)
- 1.3 L, 44 kW (60 KS)
- 1.3 L, 55 kW (75 KS)
- 1.3 L, 57 kW (78 KS)
- 1.3 L, 83 kW (113 KS)
- 1.3 L dizel, 33 kW (45 KS)
- 1.4 L dizel, 35 kW (48 KS)

## Treća generacija (A03)
Treća generacija, model A03, se proizvodio od 1994. – 2001. godine. Facelifting je bio 1999. godine.

### Motori
- 1.0 L, 33 kW (45 KS)
- 1.0 L, 37 kW (50 KS)
- 1.3 L, 40 kW (54 KS)
- 1.4 L, 44 kW (60 KS)
- 1.4 L, 55 kW (75 KS)
- 1.4 L, 74 kW (100 KS)
- 1.6 L, 55 kW (75 KS)
- 1.6 L, 74 kW (100 KS)
- 1.6 L, 88 kW (120 KS)
- 1.6 L, 92 kW (125 KS)
- 1.8 L, 66 kW (90 KS)
- 1.4 L turbo dizel, 55 kW (75 KS)
- 1.7 L dizel, 42 kW (57 KS)
- 1.7 L dizel, 44 kW (60 KS)
- 1.9 L dizel, 47 kW (64 KS)
- 1.9 L dizel, 50 kW (68 KS)
- 1.9 L turbo dizel, 66 kW (90 KS)
- 1.9 L turbo dizel, 81 kW (110 KS)

## Četvrta generacija (A04)
Četvrta generacija, model A04  se proizvodio od 2001. – 2009. godine. Facelifting je bio 2005. godine.

### Motori
- 1.2 L, 40 kW (55 KS)
- 1.2 L, 44 kW (60 KS)
- 1.2 L, 47 kW (64 KS)
- 1.2 L, 51 kW (69 KS)
- 1.4 L, 55 kW (75 KS)
- 1.4 L, 59 kW (80 KS)
- 1.4 L, 63 kW (86 KS)
- 1.4 L, 74 kW (101 KS)
- 1.6 L, 77 kW (105 KS)
- 1.8 L turbo, 110 kW (150 KS)
- 1.8 L turbo, 132 kW (180 KS)
- 1.4 L turbo dizel, 51 kW (70 KS)
- 1.4 L turbo dizel, 55 kW (75 KS)
- 1.4 L turbo dizel, 59 kW (80 KS)
- 1.9 L dizel, 47 kW (64 KS)
- 1.9 L turbo dizel, 74 kW (101 KS)
- 1.9 L turbo dizel, 96 kW (130 KS)

## Peta generacija (A05)
Peta generacija, model A05, se proizvodio od 2009. – 2017. godine. Facelifting je bio 2014. godine. 

### Motori
- 1.2 L, 44 kW (60 KS)
- 1.2 L, 51 kW (69 KS)
- 1.2 L turbo, 77 kW (105 KS)
- 1.4 L, 63 kW (86 KS)
- 1.4 L turbo, 132 kW (180 KS)
- 1.2 L turbo dizel, 55 kW (75 KS)
- 1.6 L turbo dizel, 55 kW (75 KS)
- 1.6 L turbo dizel, 66 kW (90 KS)
- 1.6 L turbo dizel, 77 kW (105 KS)